# Emmanuelle Cosse

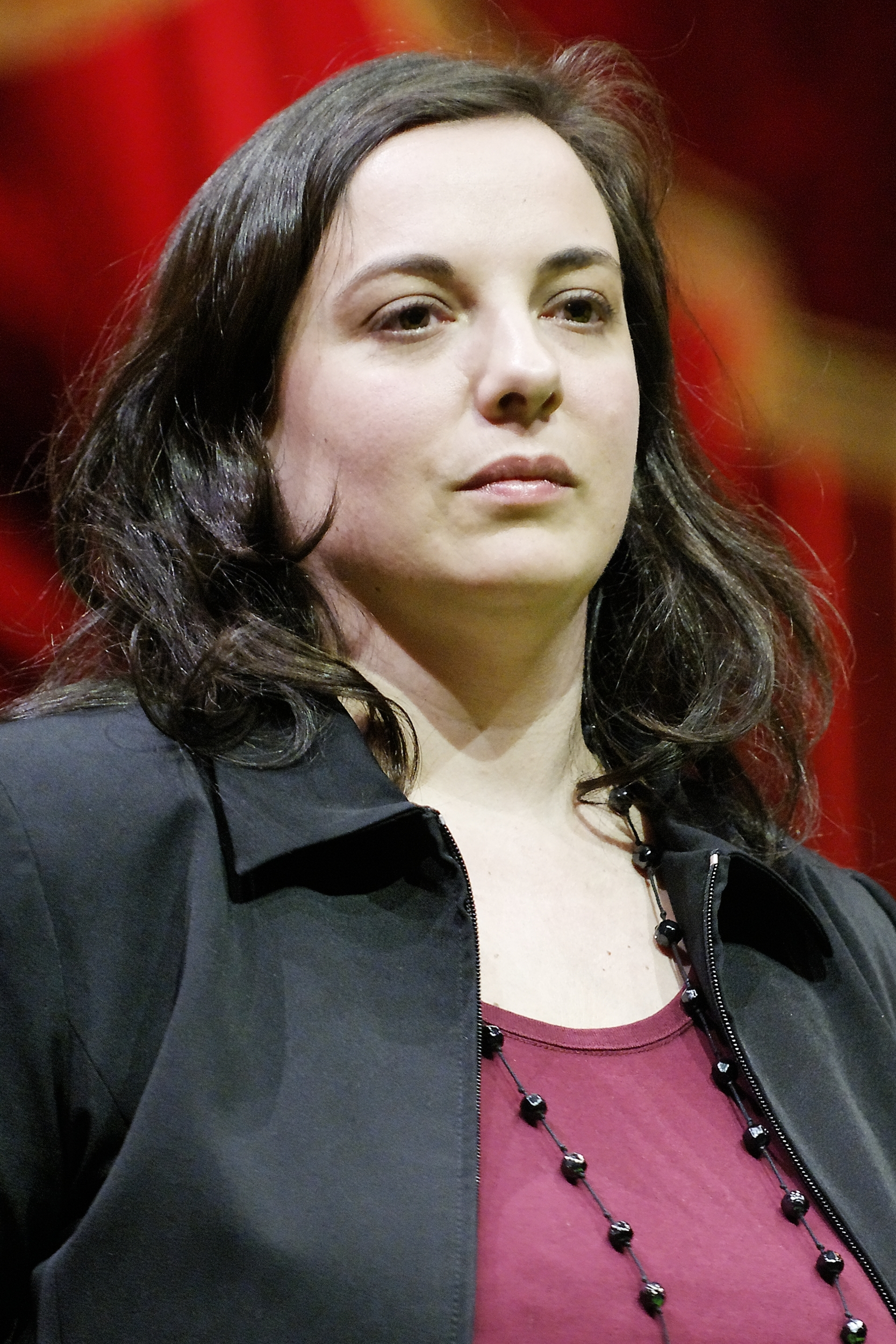
Emmanuelle Cosse (2010)

Emmanuelle Cosse (* 15. November 1974 in Paris) ist eine französische Politikerin (bis 2016 Europe Écologie-Les Verts). Von November 2013 bis Februar 2016 war sie Generalsekretärin der Partei, seit Februar 2016 ist sie Ministerin für Wohnen und nachhaltige Wohnquartiere in den Regierungen Valls II und Cazeneuve. Zuvor war sie bei Act Up-Paris aktiv und arbeitete als Journalistin.

## Leben
Emmanuelle Cosse wuchs im 12. Pariser Arrondissement in einer politisch engagierten Familie auf. Seit dem Jahre 1992 engagierte sie sich in dem Interessensverband Act Up, der sich im Kampf gegen AIDS für die Sensibilisierung in der Bevölkerung einsetzt, u. a. als Schatzmeisterin. Von 1999 bis 2001 war sie die Vorsitzende von Act Up-Paris.
Ab 2002 arbeitete sie als Journalistin für die Schwul-lesbische Zeitschrift Têtu und für die politisch linke Zeitschrift Regards, deren Chefredakteurin sie später wurde.

## Politische Karriere
Im Jahre 2009 trat Emmanuelle Cosse dem von Daniel Cohn-Bendit initiierten ökologischen Parteienbündnis Europe Écologie bei. Sie wurde 2010 bei den französischen Regionalwahlen in der Region Île-de-France gewählt und daraufhin zu einer Vizepräsidentin des Conseil régional ernannt. Dort ist sie insbesondere für Wohnungsbau und städtische Erneuerung zuständig. Am 30. November 2013 wurde Emmanuelle Cosse mit 55 % der Stimmen zur Generalsekretärin von Europe Écologie-Les Verts gewählt.
Am 11. Februar 2016 wurde Cosse im Zuge einer Kabinettsumbildung von Staatspräsident François Hollande zur Ministerin für Wohnen und nachhaltige Wohnquartiere in die Regierung Valls II berufen. Sie nahm diese Berufung gegen die Meinung ihrer eigenen Partei an, aus der sie scharfe Kritik erntete. Mit dem Eintritt in die Regierung verlor sie auch ihre Position als Generalsekretärin der EELV. Am 21. Februar 2016 trennte sich die EELV offen von Emmanuelle Cosse. Neben ihrem Ministerposten behielt Cosse auch weiterhin ihr Abgeordnetenmandat im Regionalrat der Region Île-de-France. Sie schloss sich in der Folgezeit der Parti écologiste an.

## Sonstiges
Emmanuelle Cosse ist die Lebensgefährtin von Denis Baupin, der ebenfalls Abgeordneter von Europe Écologie-Les Verts und außerdem Vizepräsident der französischen Nationalversammlung war. Am 9. Mai 2016 trat Baupin von seinem Posten zurück, nachdem ihm mehrere Politikerinnen von EELV sexuelle Belästigungen vorgeworfen hatten. Kurz zuvor hatte Baupin ebenfalls seine politische Verbindungen zu den Grünen gelöst – ein Umstand der einige politische Kommentatoren zu der kritischen Frage veranlasste, warum die betroffenen grünen Politikerinnen denn mit ihren Vorwürfen erst jetzt an die Öffentlichkeit gingen.